# Pere Guixà i Cerdà
Pere Guixà i Cerdà (Barcelona, 1973) és un filòleg i escriptor català. Llicenciat en Filologia Romànica (Universitat de Barcelona), col·labora en els suplements de cultura de La Vanguardia, l'Avui, El Punt Avui i El País, i a la revista Serra d'Or, i dona classes d'escriptura a l'Ateneu Barcelonès i a Biblioteques de Barcelona. És autor dels llibres L'examen de l'autodidacte (1999), Àlies Barcelona (2001), L'embolic del món (2002), Topolino (2004), No pots no sentir-ho (2006) i Fora de la màquina (2011).